# Eremulus pilipinus
Eremulus pilipinus är en kvalsterart som beskrevs av Corpuz-Raros 1979. Eremulus pilipinus ingår i släktet Eremulus och familjen Eremulidae. Inga underarter finns listade i Catalogue of Life.